# 佐野昌綱
佐野 昌綱（さの まさつな）は、戦国時代から安土桃山時代にかけての武将。佐野氏の第15代当主。唐沢山城主。
上杉謙信や後北条氏共々から唐沢山城を狙われたが、政戦両略に長け戦況を見定め降伏・離反を繰り返して時には唐沢山城を奪われつつも佐野家との命脈と唐沢山城支配を保った。

## 生涯
享禄2年（1529年）、佐野氏第13代当主・佐野泰綱の次男として誕生（一説では兄・佐野豊綱の子とも）。通称は小太郎。
永禄2年（1559年）、14代当主・豊綱が死去すると家督を継ぎ、佐野氏の第15代当主となる。
佐野氏は代々古河公方足利氏に従い、昌綱もはじめは足利晴氏に仕えたが、古河公方の力が衰退し後北条氏の勢力が拡大すると、北条氏康と結んだ。ところが、越後国の上杉謙信が後北条氏討伐のための関東への侵攻するやこれに呼応し小田原城攻囲に参加した。これに対し永禄3年（1560年）2月に北条氏政が居城の唐沢山城へ3万余の大軍で攻撃すると昌綱は徹底抗戦し、その後上杉謙信の援軍が間に合い撃退に成功している。しかし、小田原城攻囲が失敗に終わると程なくして上杉を裏切り、永禄年間には、再び北条（足利義氏）陣営へ寝返った。
その後、永禄年間から元亀年間まで上杉謙信から10度攻められたが、その多くを撃退している（唐沢山城の戦い）。時には謙信には敗北し城を明け渡すこともあったが、謙信の帰国後に即座に離反し奪還し長期間唐沢山城を譲ることはなかった。一方、謙信側から見れば、唐沢山城（佐野）は関東における勢力圏の東端であり、佐竹氏をはじめとする北関東の親上杉派諸将の勢力圏との境界線でもあったため、関東に進出する上で確実に確保すべき拠点とみなされて特に重要視されたとみられている。そのため越後平林城主の色部勝長が唐沢山城に駐屯していた時期もあった。更に、上杉氏や北条氏らの大国に飲み込まれないように、軍事面でも民政面でも相当な改革を行っていたといわれている。
天正2年4月8日（1574年4月28日）、死去。一方で本光寺にある墓には、上杉謙信の一周忌の日である天正7年（1579年）3月13日が、佐野昌綱の墓に刻まれている。戒名は天山道一居士。

## 人物
- 「幼年の頃より材智人に越え、勇力絶倫なり。成長の後、軍略に秀で、殊に鎗術に妙を得、仁恵ありて民をあわれみ、近隣の諸将と和し、管領家（上杉謙信）を尊び、無二の志をあらはされけり」[1]という記述がある。
- 佐野氏の歴代当主としては唯一肖像画が作成されており、狩野松栄筆、策彦周良賛により天正7年（1579年）に描かれた佐野昌綱像が栃木県佐野市の大庵寺に所蔵されている。